# Centrifugación

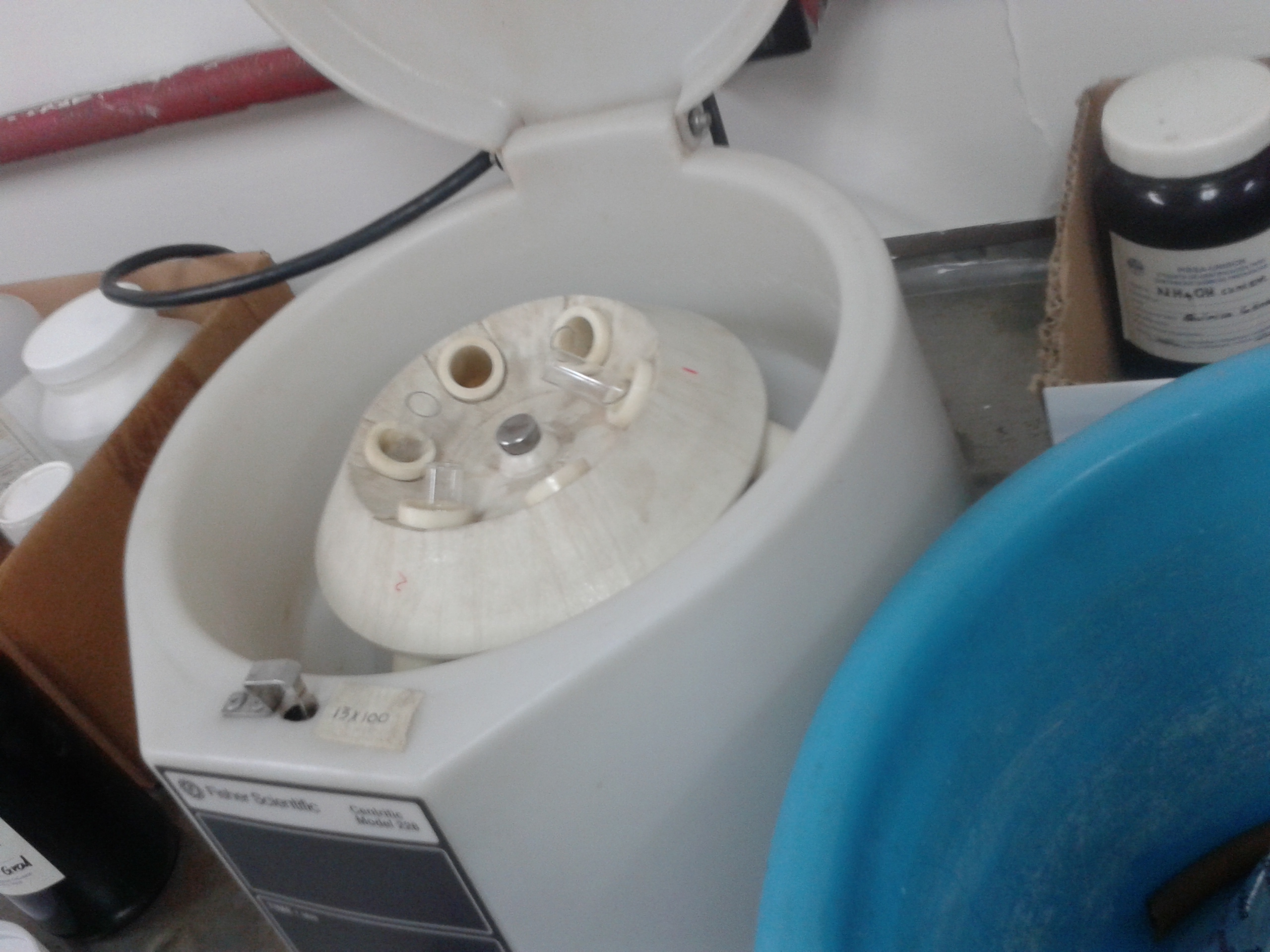
Centrifugadora de laboratorio de microplacas

La centrifugación es un método por el cual se pueden separar sólidos de líquidos de diferente densidad por medio de una fuerza giratoria. La fuerza centrífuga es provista por una máquina llamada centrifugadora, la cual imprime a la mezcla un movimiento de rotación que origina una fuerza que produce la sedimentación de los sólidos o de las partículas de mayor densidad.
Los componentes más densos de la mezcla se desplazan fuera del eje de rotación de la centrífuga, mientras que los componentes menos densos de la mezcla se desplazan hacia el eje de rotación. De esta manera los químicos y biólogos pueden aumentar la fuerza de gravedad efectiva en un tubo de ensayo para producir una precipitación del sedimento en la base del tubo de ensayo de manera más rápida y completa.

## Fundamento teórico
El objetivo de la centrifugación es separar sólidos insolubles (de partículas muy pequeñas y difíciles de sedimentar) de un líquido. Para ello, se aplica un fuerte campo centrífugo, con lo cual las partículas tenderán a desplazarse a través del medio en el que se encuentren con la aceleración = velocidad angular2 x radio

## Tipos de centrifugación
- Centrifugación diferencial: Se basa en la diferencia en la velocidad de sedimentación de las moléculas.[2] Esta diferencia debe ser grande para que sea observada al centrifugar. Las partículas que posean densidades similares sedimentarán juntas. Este método es inespecífico, por lo que se usa como centrifugación preparativa para separar componentes en la mezcla (por ejemplo, para separar mitocondrias de núcleos y membrana) pero no es útil para separar moléculas.
- Centrifugación isopícnica: Partículas con el mismo coeficiente de sedimentación se separan al usar medios de diferente densidad. Se usa para la separación de ADN con mucha frecuencia.
- Centrifugación zonal: Las partículas se separan por la diferencia en la velocidad de sedimentación a causa de la diferencia de masa de cada una. La muestra se coloca encima de un gradiente de densidad preformado. Por la fuerza centrífuga las partículas sedimentan a distinta velocidad a través del gradiente de densidad según su masa. Se debe tener en cuenta el tiempo de centrifugación ya que si se excede, todas las moléculas podrían sedimentar en el fondo del tubo de ensayo.
- Ultracentrifugación: Permite estudiar las características de sedimentación de estructuras subcelulares (lisosomas, ribosomas y microsomas) y biomoléculas. Utiliza rotores (fijos o de columpio) y sistemas de monitoreo. Existen diferentes maneras de monitorear la sedimentación de las partículas en la ultracentrifugación, el más común de ellos mediante luz ultravioleta o interferómetros.

## Equipos para centrifugación
La centrifugación en el laboratorio se realiza por medio de un aparato llamado centrífuga, en el cual se colocan tubos de ensayo que contienen la mezcla; la centrífuga gira con tal velocidad que separa el sólido y lo deposita en el fondo del tubo. Luego se efectúa una filtración o una decantación. Este procedimiento, es muy útil cuando el sólido que está disperso en el líquido es muy fino y no sedimenta.